# Ямка (река)
Ямка — малая река (ручей) в Киеве, в местности Новое Строение, левый приток Лыбеди. Длина — около 2 км.
Начинается неподалёку от площади Леси Украинки, протекает под улицей Евгения Коновальца, под Владимирским рынком, под Владимиро-Лыбедской улицей. После пересечения улицы Ямской впадает в Лыбедь. Притоков не имеет.
На всей протяжённости взята в коллектор.